# لارس هو
لارس هو (دانمارکی: Lars Høgh; ۱۴ ژانویهٔ ۱۹۵۹ – ۸ دسامبر ۲۰۲۱) بازیکن سابق و مربی فوتبال اهل دانمارک است.
از باشگاه‌هایی که در آن بازی کرده‌است می‌توان به باشگاه فوتبال ادنسه اشاره کرد.
وی همچنین در تیم‌های ملی فوتبال زیر ۲۱ سال دانمارک و دانمارک بازی کرده‌است.